# Великая Глуша
Вели́кая Глу́ша (укр. Велика Глуша) — село в Камень-Каширской городской общине Камень-Каширского района Волынской области Украины.
До 2020 года входило в Любешовский район.
Код КОАТУУ — 0723182601. Население по переписи 2001 года составляло 1877 человек, а в 2023 году составляло 1630 человек. Почтовый индекс — 44221. Телефонный код — 3362. Занимает площадь 4,975 км².